# Franz Linke

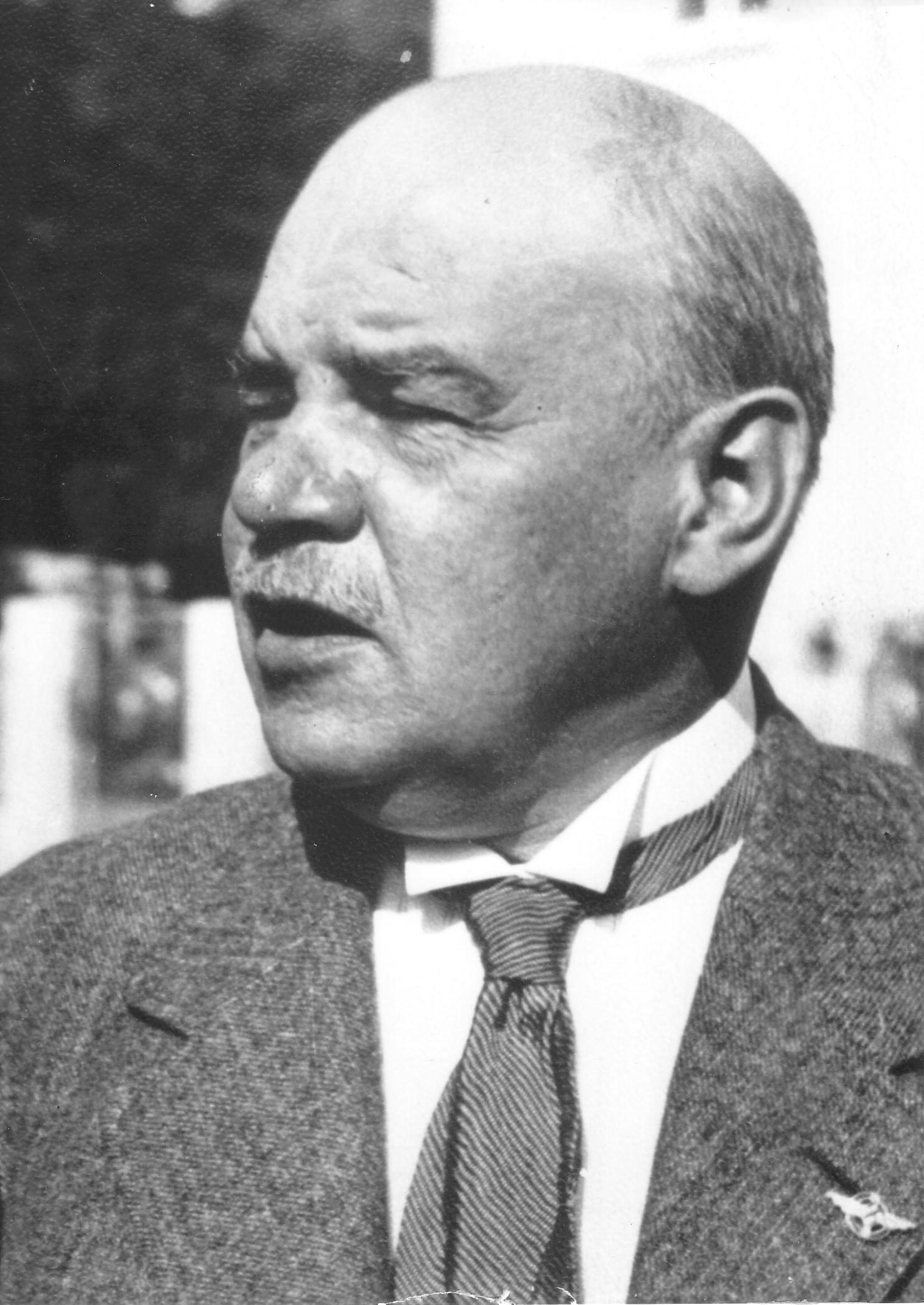
Franz Linke.

Franz Linke, född 4 januari 1878, död 23 mars 1944, var en tysk meteorolog.
Linke blev ledare för observatoriet i Tyska Samoa 1904 och professor i Frankfurt am Main 1919. Han gjorde undersökningar över luftelektricitet, aeronautisk meteorologi och solstrålning, varvid han framför allt studerade det inflytande, i luften främmande beståndsdelar har på solstrålningens intensitet.